# 上兰杰赫
上兰杰赫（羅馬化：Verkhniy Landekh），曾又称上兰季赫（Верхний Ландих），是俄罗斯伊万诺沃州的市级镇、上兰杰赫区行政中心，位于伏尔加河流域内尼奥夫拉河（Нёвра）畔，在州府伊万诺沃东偏南方。
该地2021年人口有1,618人；2010年人口2,027；2002年人口2,080；1989年人口2,140。